# I seminatori di abissi
I seminatori di abissi (Les Semeurs d'abîmes) è un romanzo di fantascienza dello scrittore francese Serge Brussolo pubblicato nel 1983, vincitore del premio Apollo nel 1984.

## Trama
Esperimenti genetici hanno portato alla creazione di una nuova razza umana, chiamata "Patchwork", con caratteristiche e pigmentazione provenienti da varie etnie. Purtroppo le loro secrezioni sono mortali e altamente corrosive e quindi tutti gli esemplari vengono imprigionati in una colonia nel territorio di Shaka-Kandarec. Alla loro custodia viene assegnato lo zoologo David Sarella e il capitano Cazhel, poliziotto assegnato a tale compito per motivi disciplinari e dal carattere iroso e violento. La colonia, inoltre, è spesso frequentata da un ambiguo individuo, l'anziano Barney che, forte di connivenze governative, raccoglie illegalmente le secrezioni dei Patchwork per farne segretamente uno speciale inchiostro per tatuaggi.
Nel frattempo Barney ha allestito in tutto il paese decine di laboratori per tatuaggi, fornendo loro il nuovo e misterioso inchiostro che rende le opere mobili sulla pelle. Lise è una giovane ex artista, a suo tempo contattata dall'uomo e impiegata come tatuatrice in uno dei laboratori. Quando i suoi clienti iniziano a morire, orribilmente corrosi dall'inchiostro utilizzato, la ragazza cerca di rintracciare Barney scoprendo, dietro l'apparente imprevedibile tragedia, una precisa finalità governativa di riduzione della popolazione giovanile, fascia questa maggiormente attratta dalla nuova moda. Lise, preoccupata per la sua salute, avendo anch'ella un tatuaggio e spinta dai sensi di colpa, su indicazioni di Barney si reca a Shaka-Kandarec per cercare un antidoto che neutralizzi l'inchiostro mortale e riesca a fermare la strage. Lisa scopre che il rivoluzionario inchiostro non è altro che la secrezione dei Patchwork abbinato a un anticoagulante che rende mobile il disegno tra gli strati di pelle del tatuato; a distanza di tempo però l'anticoagulante perde efficacia e l'acido inizia l'opera di corrosione.
Lise arriva nella colonia proprio quando i Patchwork, assaliti da una malattia, la "febbre migratoria", sono scappati per iniziare un lungo viaggio. La ragazza si unisce a David e a Cazhel e si getta all'inseguimento dei fuggitivi in un complicato viaggio nella fantastica regione di Shaka-Kandarec in cui vivono strane popolazioni ciascuna con caratteristiche peculiari. La loro vita si svolge su ponti sospesi al di sopra di un mare di fango velenoso e la fuga dei Patchwork lungo le strade sopraelevate e le loro secrezioni acide stanno mettendo in pericolo la stabilità delle strutture tanto da far guadagnare ai Patchwork il soprannome di "seminatori di abissi", in lingua locale "d'O'ota-Tépa". Altro pericolo incombente sulle popolazioni stanziali è la rapida diffusione del morbo, inutilmente ostacolato dall'inoculazione di un virus antagonista scoperto da Rilk, uno scienziato appartenente alla popolazione dei Morhad.
Il gruppo incontra il professor Mathias Gregori Mikofsky, etnologo studioso degli influssi delle pandemie sulle popolazioni locali e il suo servitore, il giovane e instancabile Santäl; quest'ultimo appartiene alla razza dei Wyhdiani, il cui sudore causa crisi di panico a coloro i quali ne vengano in contatto, come scoprirà a sue spese Lise, durante un fugace rapporto sessuale con il ragazzo. Santäl viene costretto da Cazhel a fare da guida tra i pericoli della regione per ritrovare i fuggitivi e tentare di fermare la loro fuga utilizzando la scoperta di Rilk, nonostante il virus antagonista sia altrettanto letale, causando nei malati una stanzialità patologica, associata a violenta territorialità. Il gruppo ritrova i Patchwork ma, mentre Cazhel tenta di contaminarli con il virus di Rilk, riescono a fuggire, inseguiti dal poliziotto che, contaminato dalla febbre migratoria, non riesce più a fermarsi. David, nel frattempo ferito e trasportato in braccio da Santäl, venuto a contatto con il sudore del ragazzo muore letteralmente di paura. I ponti iniziano a crollare mentre i due unici rimasti del gruppo, Lise e Santäl, si rifugiano su di uno sperone di roccia assediati da uccelli impazziti e molluschi litofagi che stanno distruggendo man mano la roccia. Fortunatamente dal cielo arriva Mikofsky a bordo di una mongolfiera che riesce a recuperare i due portandoli in salvo.
Di Cazhel non si saprà più nulla, perso inseguendo i Patchwork, Barney viene ritrovato morto suicida, Lise non riuscirà a eliminare il letale tatuaggio, dovendo imparare a convivere con l'idea di una morte raccapricciante e inaspettata, anche se Mikofsky promette alla ragazza di studiare un antidoto contro l'inchiostro mortale.

## Personaggi
LiseGiovane ex artista e tatuatrice. Scopre di essere in pericolo di vita a causa del piccolo tatuaggio che ha sul corpo e, spinta dai sensi di colpa per aver inconsapevolmente avvelenato con i suoi lavori centinaia di persone, su indicazioni di Barney si reca a Shaka-Kandarec per trovare un antidoto al letale inchiostro.
David SarellaAssistente zoologo, è stato trasferito a Shaka-Kandarec per punizione, per essersi troppo prodigato contro un'industria che aveva avvelenato con pesticidi un'intera popolazione stanziale. Muore durante la ricerca dei Patchwork fuggiti.
CazhelCapitano della polizia, assegnato alla custodia dei Patchwork per punizione, a causa di suoi precedenti fallimenti. Una volta scoperta la fuga dei Patchwork, vuole a tutti i costi ricatturarli o, in alternativa, sterminarli, preoccupato di possibili ripercussioni delle autorità nei suoi confronti per non averne impedito la fuga.
BarneyEquivoco e misterioso individuo, organizza una serie di laboratori di tatuaggi su mandato del governo pur conoscendo la pericolosità del nuovo inchiostro, forse allo scopo di ridurre drasticamente una fascia di popolazione statisticamente improduttiva. Viene ritrovato morto, forse suicida.
NathanGiornalista e amante di Lise, la mette in guardia nei confronti di Barney prima di essere aggredito da sicari e ridotto all'impotenza.
RilkScienziato appartenente alla popolazione dei Morhad, flagellata dalla febbre migratoria, scopritore di un altrettanto pericoloso antidoto alla malattia che causa una patologico immobilismo associato a violenta territorialità.
Mathias Gregori MikofskyEtnologo studioso degli influssi delle varie epidemie sugli abitanti della regione.
SantälIl giovane servitore del professor Mikofsky, appartenente alla razza dei Wyhdiani e con cui Lise ha un rapporto sessuale. Viene costretto da Cazhel a fare da guida al gruppo nella ricerca dei Patchwork.

## Edizioni
- (FR) Serge Brussolo, Les Semeurs d'abîmes, 1ª ed., Fleuve noir, 1983, ISBN 2-265-02369-8.
- Serge Brussolo, I seminatori di abissi, traduzione di Mario Morelli, Urania n.1061, Mondadori, 1987,  p. 144.